# Lijst van Frankfurters
Deze lijst van Frankfurters geeft een overzicht van bekende personen die in de Duitse stad Frankfurt am Main zijn geboren en over wie een artikel bestaat op Wikipedia.

## Geboren in Frankfurt am Main

### Voor 1800

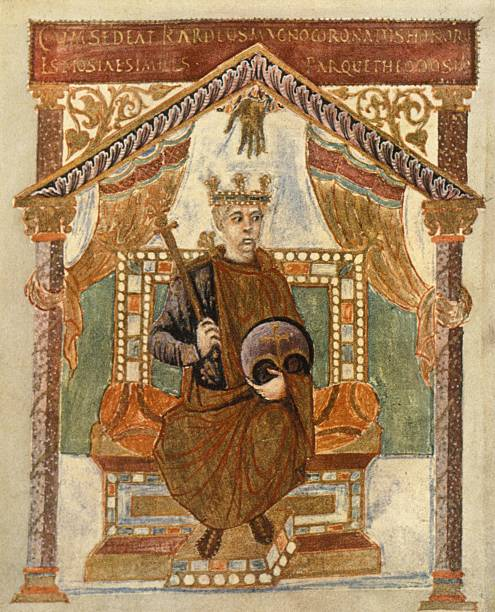
Koning Karel de Kale (823-877)

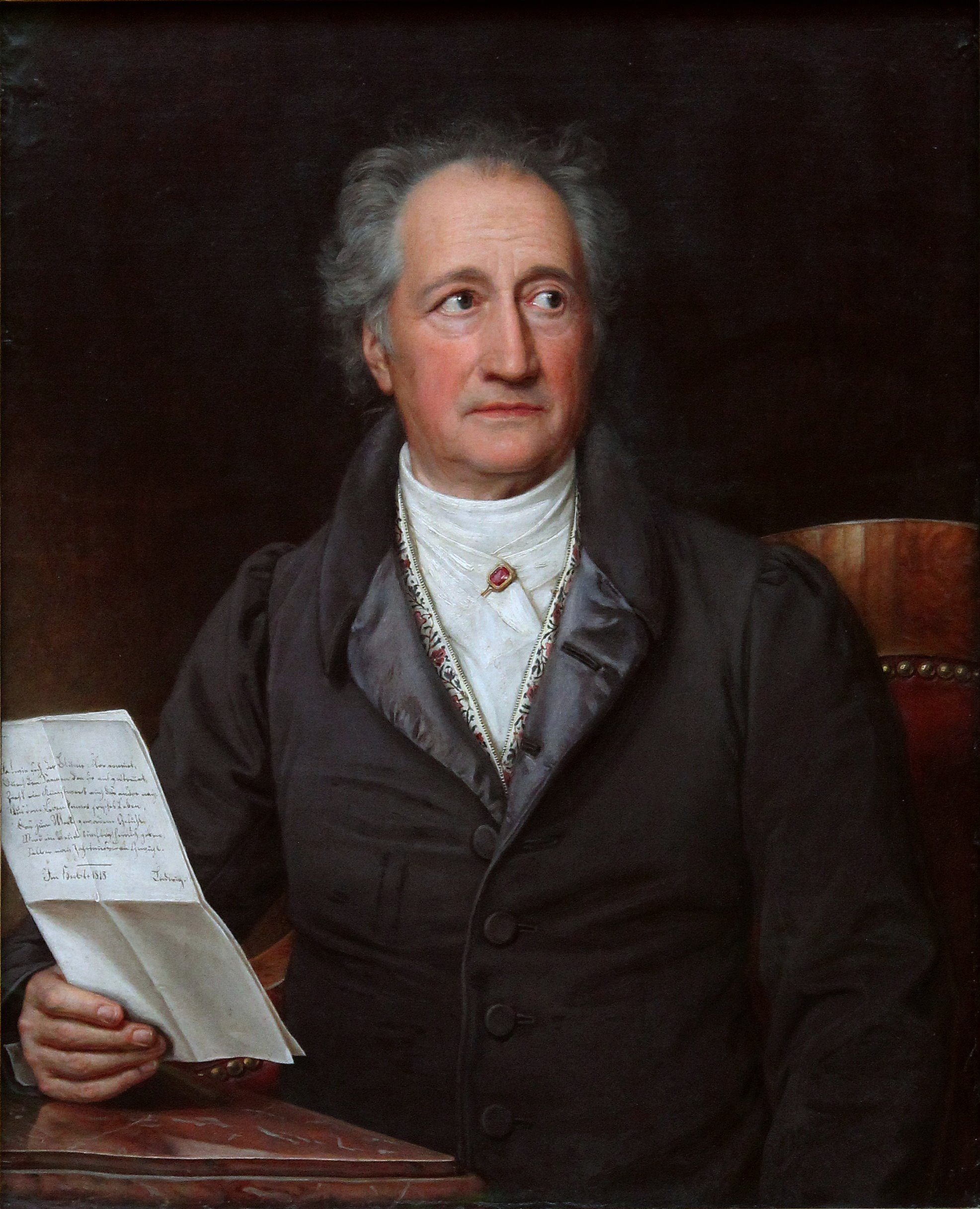
Dichter Johann Wolfgang von Goethe (1749-1832)

- Karel de Kale (823-877), koning van West-Francië
- Willem V van Holland (1330-1389), graaf van Holland, Zeeland en Henegouwen, en hertog van Beieren-Straubing
- Adam Elsheimer (1578-1610), kunstschilder
- Maria Sibylla Merian (1647-1717), schilderes en entomologe
- Mayer Amschel Rothschild (1743-1812), Joods-Duits bankier
- Johann Wolfgang von Goethe (1749-1832), wetenschapper, toneelschrijver, filosoof, dichter, natuuronderzoeker en staatsman
- Bettina von Arnim (1785-1859), schrijfster
- Carl Ludwig Börne (1786-1837), journalist, criticus en schrijver

### 1800–1899

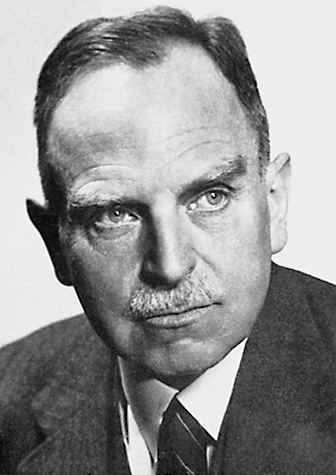
Natuur- en scheikundige Otto Hahn (1879-1968)

- Jacob Moses Rosenberg (1806-1868), opperrabbijn
- Ferdinand Hiller (1811-1885), pianist, componist, dirigent, muziekpedagoog en schrijver
- Hugo Schiff (1834-1915), scheikundige
- Otto Loewi (1873-1961), Duits-Amerikaans farmacoloog en Nobelprijswinnaar (1936)
- Otto Hahn (1879-1968), natuur-, scheikundige en Nobelprijswinnaar (1944)
- Hans Fischer (1881-1945), organisch scheikundige en Nobelprijswinnaar (1930)
- Otto Frank (1889-1980), Joods ondernemer, vader van Anne
- Ernst Udet (1896-1941), piloot en generaal

### 1900–1919

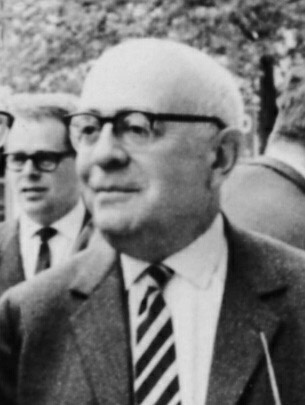
Socioloog Theodor Adorno (1903-1969)

- Erich Fromm (1900-1980), psychoanalyticus, filosoof
- Bernhard Schapiro (1882-1966), Lets-Zwitserse arts, zionist en androloog
- Felix Abraham (1901-1937) seksuoloog en arts
- Theodor Adorno (1903-1969), socioloog, filosoof, musicoloog, componist en literatuurcriticus
- Arthur Dreifuss (1908-1993), Duits-Amerikaans filmregisseur
- Tilly Fleischer (1911-2005), atlete en olympisch kampioene

### 1920–1939

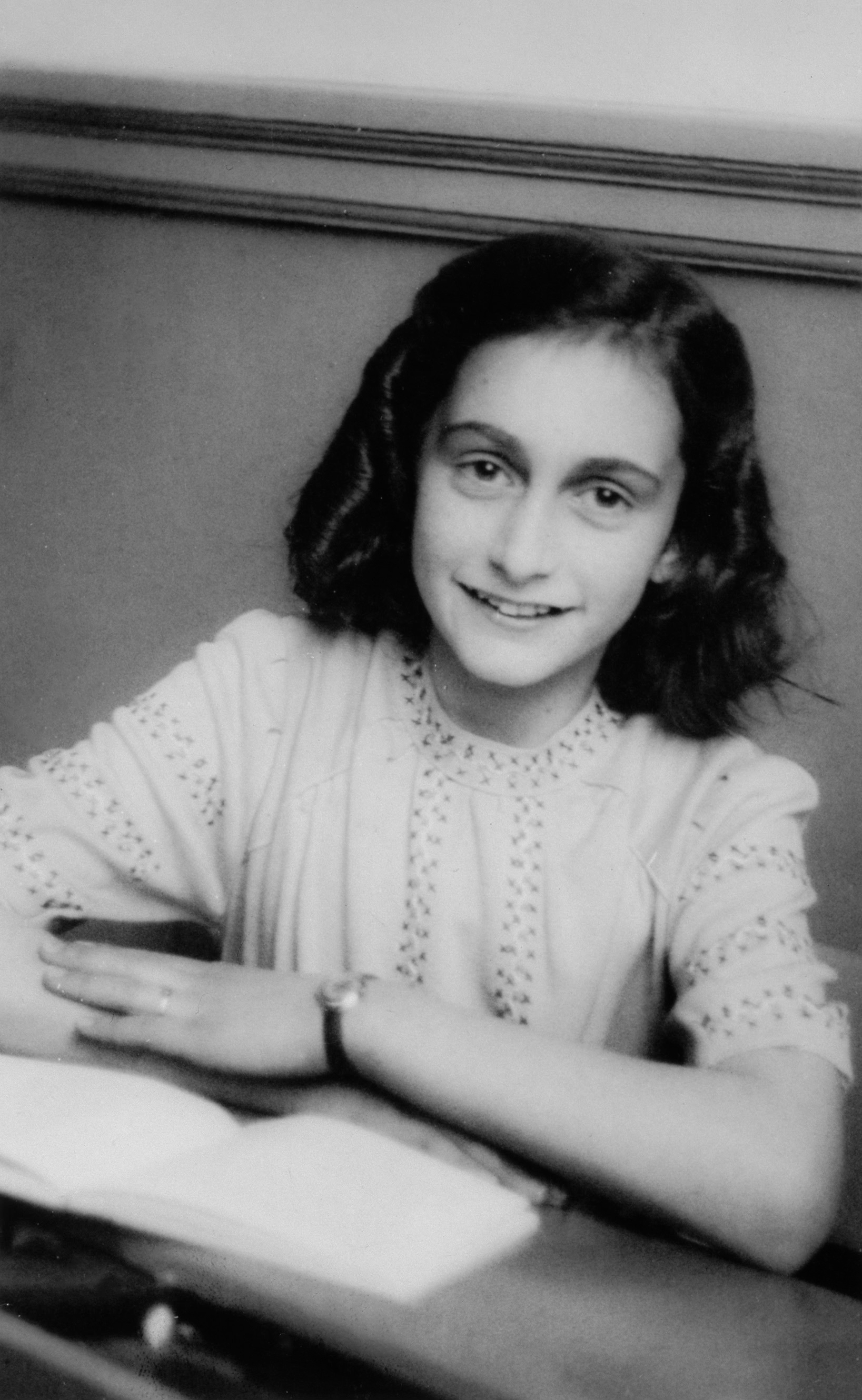
Schrijfster Anne Frank (1929-1945)

- Ernest Mandel (1923-1995), Belgisch econoom en marxist van Joodse komaf
- Dirk Schouten (1923-2018), Nederlands econoom
- Emil Mangelsdorff (1925-2022), jazzmuzikant
- Margot Frank (1926-1945), Joods holocaustslachtoffer, zus van Anne
- Marcel Ophüls (1927-2025), filmregisseur en documentairemaker
- Anne Frank (1929-1945), schrijfster van "Het Achterhuis"
- Robert Aumann (1930), Israëlisch wiskundige en Nobelprijswinnaar (2005)
- Paul van Gorcum (1934), Nederlands acteur, regisseur en stemacteur

### 1940–1959

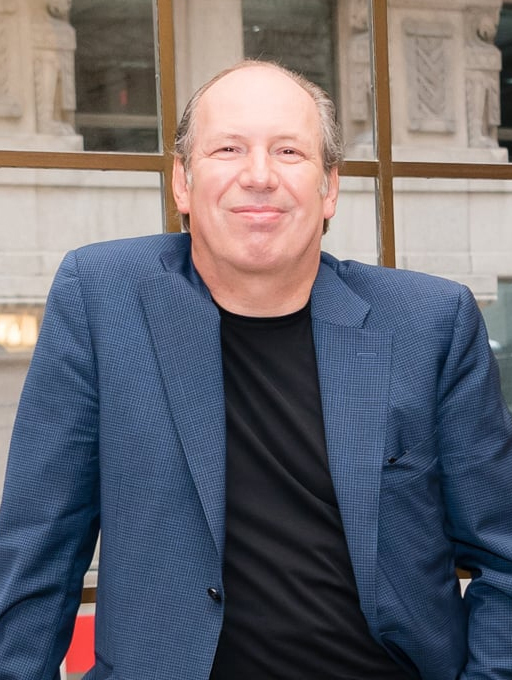
Componist Hans Zimmer (1957)

- Gerd Binnig (1947), natuurkundige en Nobelprijswinnaar (1986)
- Horst Ludwig Störmer (1949), natuurkundige en Nobelprijswinnaar (1998)
- P.J. Soles (1950), Amerikaans actrice
- Roman Bunka (1951-2022), muzikant en componist
- Dietrich Thurau (1954), wielrenner
- Michael Lederer (1955), atleet
- Ulrike Meyfarth (1956), atlete en olympisch kampioene
- Hans Zimmer (1957), componist en producer van filmmuziek
- Thomas Reiter (1958), ruimtevaarder

### 1960–1979
- Peter Kuhlmann (1960-2012), ambienthouse-producer bekend onder de naam Pete Namlook
- Olivia Brown (1960), Amerikaanse actrice en keramiekkunstenares
- Andreas Tomalla (1963), Duits dj en producer bekend onder de naam Talla 2XLC.
- Michael Gross (1964), zwemmer en olympisch kampioen in 1984 en 1988
- Zsuzsa Bánk (1965), schrijfster
- Martin Lawrence (1965), Amerikaans acteur, komediant, regisseur en producer
- Thorsten Kaye (1966), Brits-Duits acteur
- Klaus Badelt (1967), componist van filmmuziek
- Andreas Möller (1967), voetballer
- Ralf Hildenbeutel (1969), muziekproducent
- Slobodan Komljenović (1971), Joegoslavisch-Servisch voetballer
- Tré Cool (1972), Amerikaans drummer
- Christopher Reitz (1973), hockeyer
- Sabine Hossenfelder (1976), theoretisch natuurkundige
- Matthias Fekl (1977), Frans minister
- Silke Müller (1978), hockeyster

### 1980–1999
- Jermaine Jones (1981), Amerikaans voetballer
- Patrick Ochs (1984), voetballer
- J. Cole (1985), Amerikaans rapper
- Christian Kum (1985), Duits-Nederlands voetballer
- Evelyn Sharma (1986), actrice
- Mounir Chaftar (1986), voetballer
- Damian von Boeselager (1988), politicus
- Jan Kirchhoff (1990), voetballer
- Niklas Süle (1995), voetballer